# اداتوا ایگلسیاس
اداتوا ایگلسیاس (انگلیسی: Adauto Iglesias; ۲۸ اکتبر ۱۹۲۸ – ۱۲ سپتامبر ۱۹۹۱) بازیکن فوتبال اهل اسپانیا بود.
از باشگاه‌هایی که در آن بازی کرده‌است می‌توان به باشگاه فوتبال سلتاویگو و باشگاه فوتبال رئال مادرید اشاره کرد.